# De'Lacy
De'Lacy est un groupe américain de house music actif dans les années 1990.
Organisé autour du percussionniste De'Lacy Davis, le groupe est notamment connu pour le single Hideaway (1995), produit par Blaze et remixé par Deep Dish en 1998. Ce single a atteint la 9e place de l'UK Singles Chart en 1995 et la 21e place de ce même classement en 1998.